# Yngvar (Ynglingaätten)
Yngvar, även Yngvar Harra och Ingvar den långe, av Ynglingaätten är en svensk sagokung omskriven av Snorre Sturlasson i Ynglingasagan.  Tillnamnet "harra" kan betyda "högrest" eller "den höge" som i "förträfflig". Det kan också vara en feltolkning av ordet "hári", ungefär "gråhårig", som finns som benämning i Flatöboken. I det latinskspråkiga verket Historia Norvegiæ omnämns han "canutus" med liknande betydelse, men som i svensk text även misstagits som latinisering av namnet "Knut". Hans existens anses inte historiskt belagd. 
Han var enligt sagan son till kung Östen, vilken blev innebränd i bygden Lovund av den jylländske kungen Sölve Högnesson som sedan härskade i sveariket tills svearna dräpte honom. Yngvar efterträdde därpå Sölve. Han skall ha varit en stor krigare som ofta tvingades slåss mot daner och män från öster. Efter att ha slutit fred med danerna skall han ha vänt sig mot öster. En sommar var han i Estland, i landet innanför Ösel, och föll där när esterna samlat en så stor här att svearna inte kunde göra motstånd. Han efterträddes av sin son Bröt-Anund.
2008-2010 upptäcktes ett gravskepp i Salme på Ösel med minst 42 män som dött i strid. Analys av tänder och föremål i graven typer på att männen kom från Mälardalen, och skeppet uppskattas ha byggts under andra halvan av 600-talet. Det går att spekulera i att detta är Yngvars expedition dock med problem med tiden då Yngvar antas levat i början av 600-talet.